# Purpurová
Purpurová nebo nachová (odvozeně purpur či nach) označuje červenou barvu s výrazným podílem fialové.
Červenější je barva magenta, která se někdy do češtiny také překládá jako „purpurová“, například u barevného modelu CMYK a v podobném technickém názvosloví. V šestnáctkovém RGB kódu se magenta zapíše jako #800080.

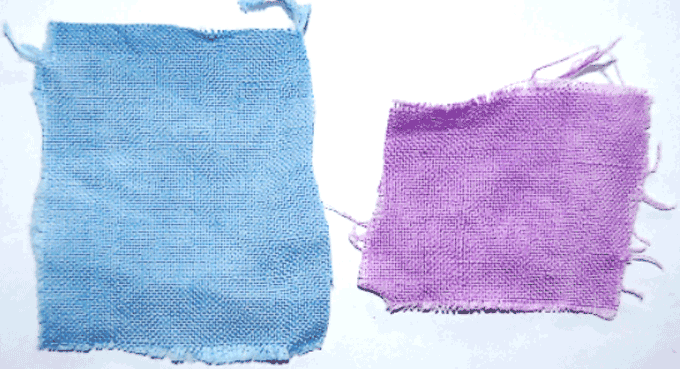
Látka obarvená purpurem ve srovnání s látkou obarvenou indigem

Původně lat. purpura (česky nach) označovalo barvivo získávané z některých mořských plžů, zejména z čeledi ostrankovití, například z ostranky jaderské. Její produkcí byla ve starověku proslulá syro-palestinská pobřežní oblast, která podle akkadského a řeckého pojmenování barvy získala názvy Kanaán a Foiníkie. Nejkvalitnější týrský purpur (císařský purpur) oblékala nejvyšší elita jako symbol společenského postavení.
V běžné mluvě může být termín purpurová použit pro označení většího počtu barevných odstínů. Purpurová není spektrální barvou, nýbrž extraspektrální – nejedná se o světlo jediné vlnové délky, nýbrž se musí namíchat.
Kardinálský purpur je tradiční symbolické označení pro hodnost kardinála podle barvy šatu (mozetta, klobouk), které jsou však červené.